# Пикшенский сельсовет
Пикшенский сельсовет — сельское поселение в Большеболдинском районе Нижегородской области Российской Федерации.
Административный центр — село Пикшень.

## История
Статус и границы сельского поселения установлены Законом Нижегородской области от 15 июня 2004 года № 60-З «О наделении муниципальных образований — городов, рабочих посёлков и сельсоветов Нижегородской области статусом городского, сельского поселения».

## Население
| 2002 | 2010 | 2012 | 2013 | 2014 | 2015 | 2016 |
| ---- | ---- | ---- | ---- | ---- | ---- | ---- |
| 609  | ↘536 | ↘514 | ↘507 | ↘491 | ↘490 | ↗491 |
| 2017 | 2018 | 2019 | 2020 | 2021 |      |      |
| ↗493 | ↗494 | ↘482 | ↗497 | ↘445 |      |      |

## Состав сельского поселения
| № | Населённый пункт | Тип населённого пункта       | Население |
| - | ---------------- | ---------------------------- | --------- |
| 1 | Ивановка         | посёлок                      | →0        |
| 2 | Львовка          | село                         | ↘8        |
| 3 | Михалко-Майдан   | село                         | ↘19       |
| 4 | Новопушкино      | посёлок                      | →0        |
| 5 | Павловка         | посёлок                      | ↘1        |
| 6 | Пикшень          | село, административный центр | ↘508      |